# Crenicichla hummelincki
Crenicichla hummelincki är en fiskart som beskrevs av Ploeg, 1991. Crenicichla hummelincki ingår i släktet Crenicichla och familjen Cichlidae. Inga underarter finns listade i Catalogue of Life.